# Santi Piella i Casellas
Santi Piella i Casellas   (Manlleu, c. 1964 - Manlleu, 28 d'octubre de 2009) fou un pilot de motocròs i enduro català que destacà en competicions estatals i internacionals durant les dècades de 1980 i 1990. La seva vida sempre va estar lligada al motociclisme, havent començat a destacar de ben jove en competicions de motocròs i supercross, passant després a l'enduro. Tot i que només aconseguí un títol estatal -el Campionat d'Espanya de trams cronometrats d'enduro de 1988- fou un dels millors de la seva època i només la mala sort va impedir-li d'ampliar el seu palmarès.
Va morir als 44 anys a l'Hospital Sant Jaume del seu poble, víctima d'un càncer que arrossegava de feia anys. Piella és recordat pel seu estil valent de pilotatge, destacant per la seva rapidesa i espectacularitat.

## Resum biogràfic
A 14 anys va deixar els estudis per a aprendre l'ofici de mecànic al taller d'un altre conegut pilot manlleuenc, Joan Cros. Tots dos varen estar anys treballant i competint alhora plegats en motocròs, disciplina en què Piella va començar a destacar amb 16 anys al Campionat d'Espanya Juvenil tot pilotant una Kawasaki. El 1987, després d'acabar el servei militar, va començar a competir també en enduro pilotant una Alfer i va muntar un taller de motocicletes a Manlleu.
Durant la dècada de 1990 va començar a participar en competicions internacionals. El 1990 fou l'únic català al Campionat del Món de motocròs i l'any següent es va estrenar al Campionat del Món d'enduro, en fitxar com a pilot oficial de Gas Gas. Més tard es va passar a Husqvarna. Durant aquesta època la mala sort li jugà males passades, com ara no poder arribar a temps a un Gran Premi perquè se li va espatllar la furgoneta pel camí, o rebre una penalització que li va impedir guanyar una prova del Mundial d'enduro.
Va córrer també curses de resistència TT i en va guanyar algunes fent equip amb Jordi Arcarons i Nani Roma. Piella va ajudar molts pilots, entre ells a Nani Roma, a qui el 1993 li va deixar les seves Husqvarna oficials perquè s'havia lesionat. El 1994, ja com a director d'un equip íntegrament osonenc, Roma es proclamava campió d'Europa d'enduro.